# 普米洛尔
普米洛尔（开发代号：UK-11,443）是一种含氮有机化合物，化学式C
17H
23N
3O
4，能作为β受体阻滞剂。